# Weißenstein (Fichtelgebirge)
Der Weißenstein ist ein 668 m ü. NHN hoher Berg auf der Münchberger Hochfläche bei Stammbach im Übergangsbereich vom Frankenwald zum Fichtelgebirge.

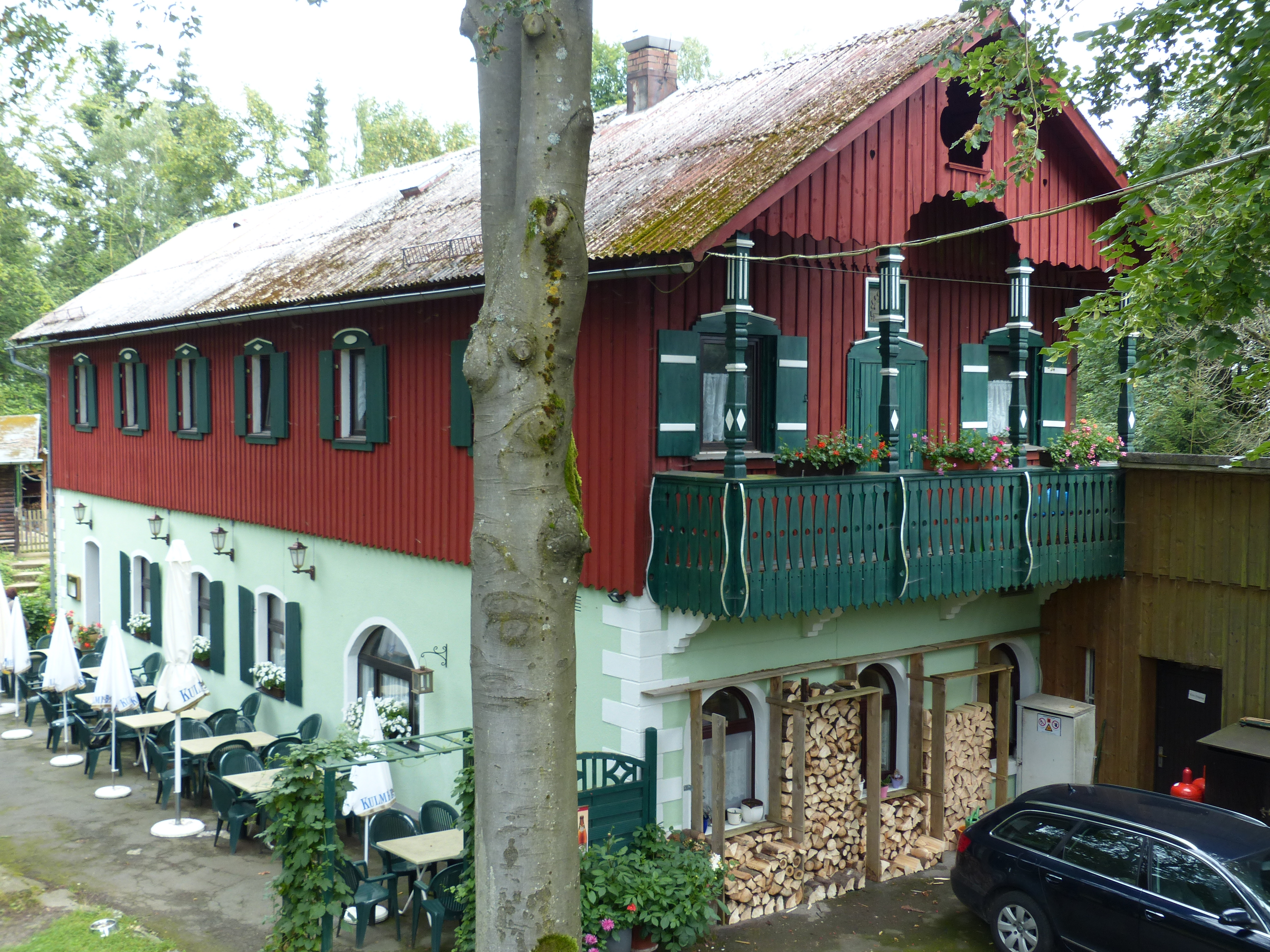
Gasthaus neben dem Turm

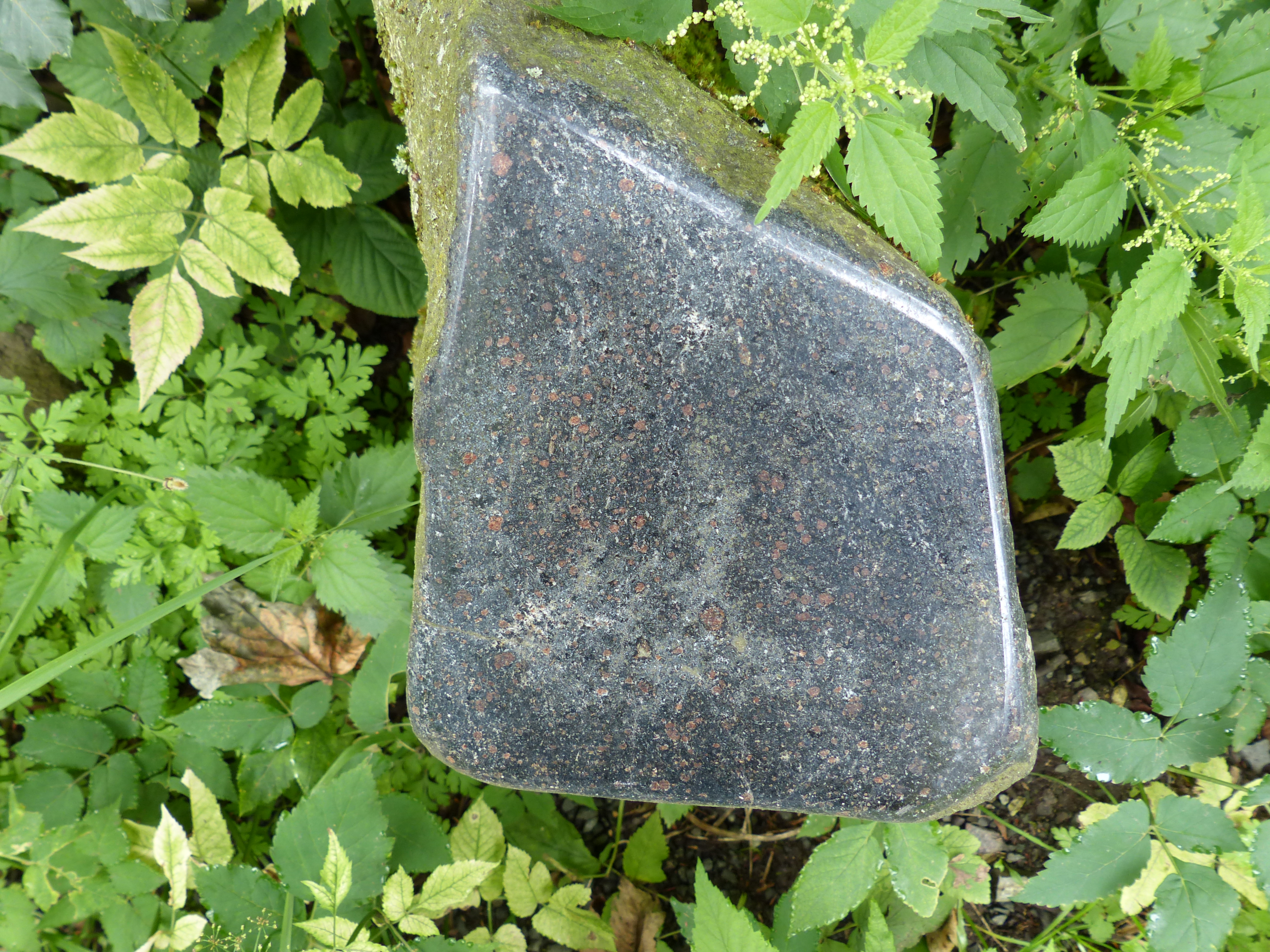
Angeschliffenes Eklogitgestein

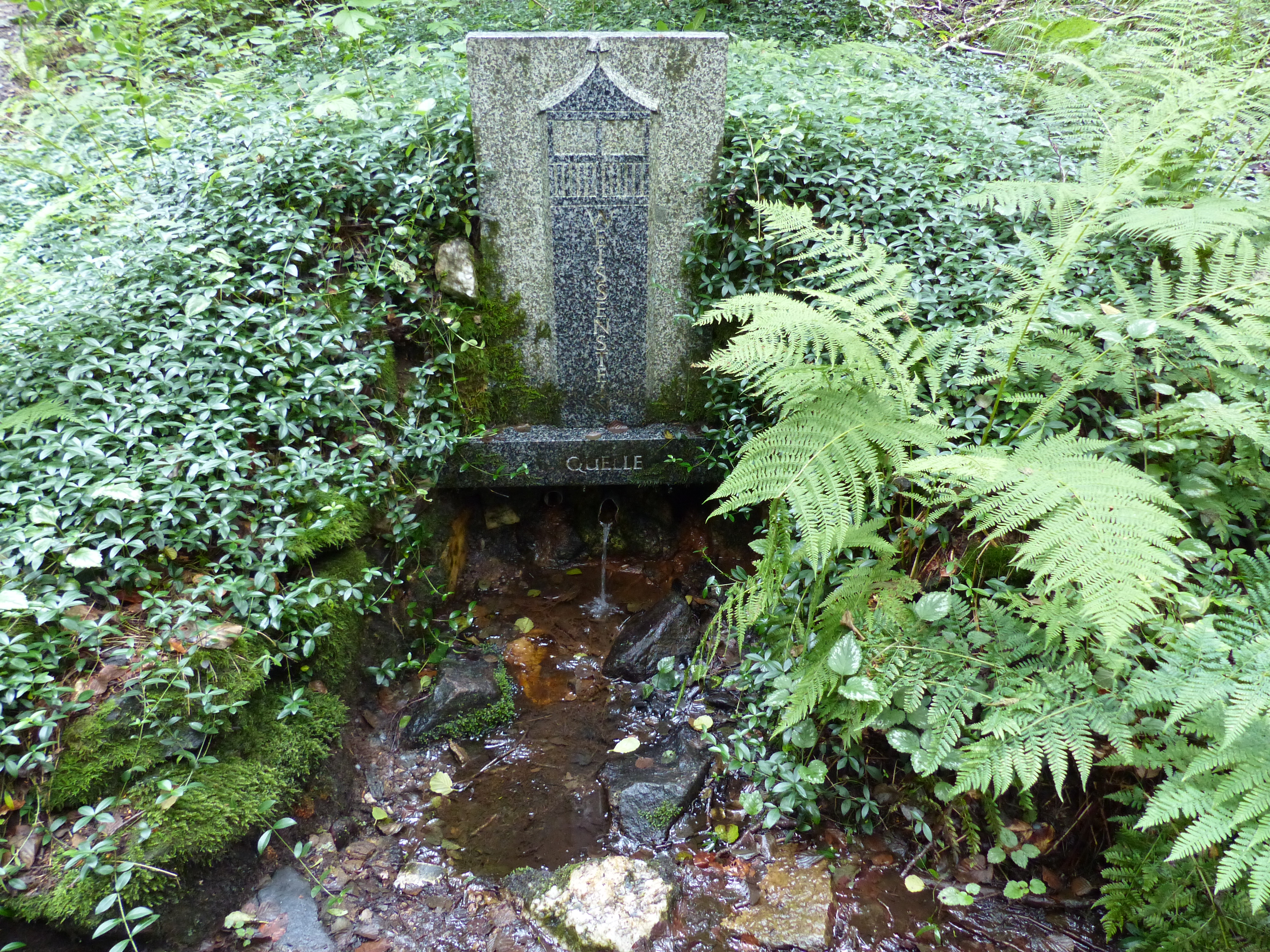
Weißensteinquelle

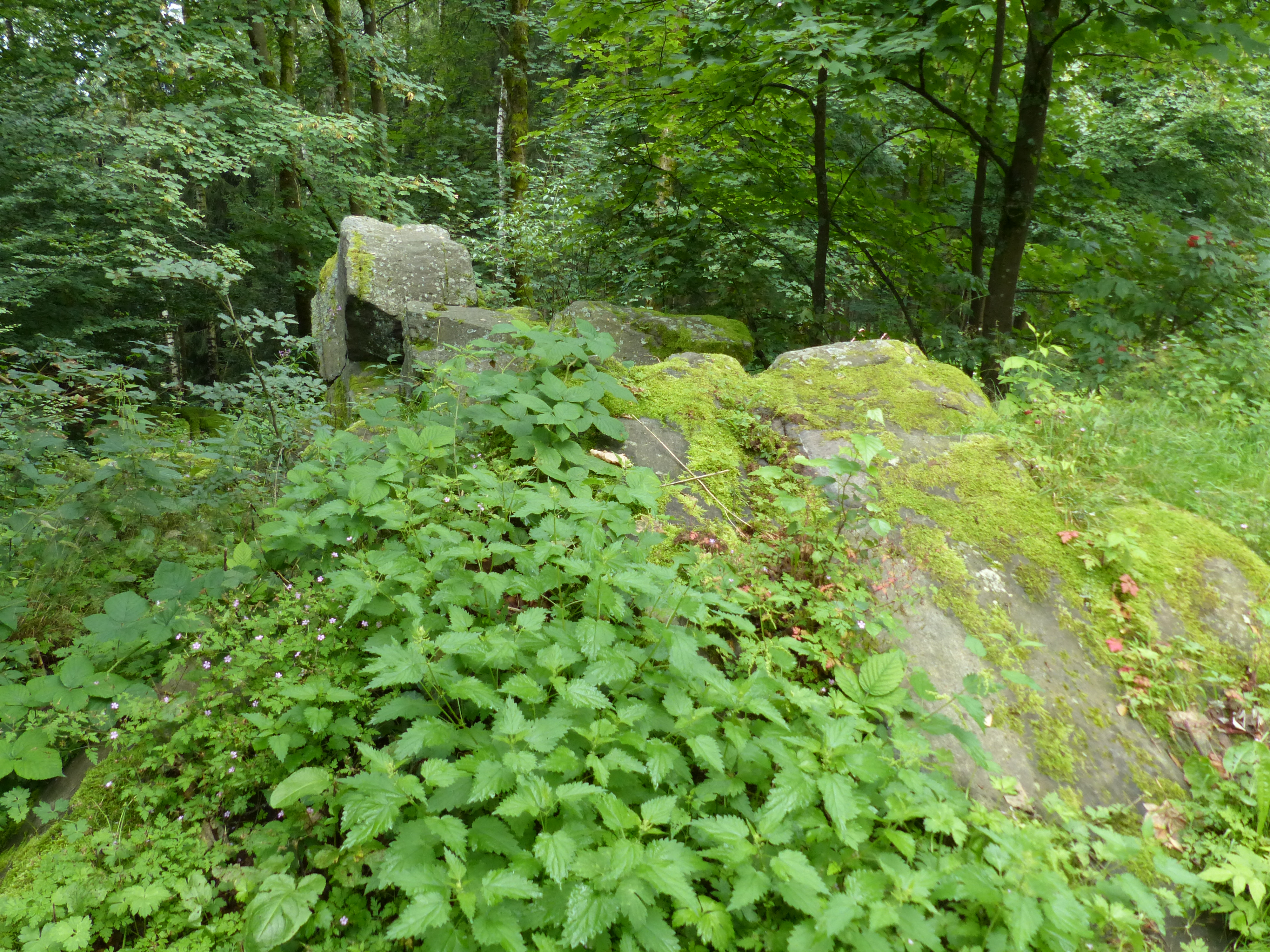
Natürliche Eklogitformation am Fuß des Turmes

## Lage und Besonderheiten
Am Weißenstein treffen die Landkreise Hof, Bayreuth und Kulmbach zusammen. Er ist der Hausberg des Marktes Stammbach, auf dessen Gebiet sich auch der höchste Punkt befindet. Die Besonderheit des Weißensteins als Geotop und Teil des Geoparks Bayern-Böhmen ist seine Beschaffenheit: Er besteht im Wesentlichen aus Eklogiten. Auf dem Gipfel befindet sich die Einöde Weißenstein mit einem traditionsreichen Gasthaus und der ganzjährig geöffnete Weißensteinturm. Neben einem Netz von Wanderwegen ist der Weißenstein Etappenziel des Qualitätswanderweges Fränkisches Steinreich. Der Waldpflegeparcours ist ein Rundwanderweg im Gipfelbereich, der über moderne Waldbewirtschaftung informiert. In geringer Entfernung von 200 Metern unterhalb des Gasthauses führt ein Weg zur 1933 gefassten Weißensteinquelle.
Eklogit ist ein seltenes grünes Gestein (grüner Omphacit-Pyroxen) mit roten Einschlüssen (roter Pyrop-Granat). Eklogit ist sehr schwer (3,3 g/cm³), schwerer als andere Hartsteine wie Basalt oder Granit. Das Eklogitvorkommen am Weißenstein ist das größte Einzelvorkommen in Mitteleuropa. Das Areal steht unter Naturschutz, was den Abbau und das Verbringen des Gesteins verbietet. Sammler finden aber auf den Äckern rund um Stammbach schnell das eine oder andere Stück.

## Geotop
Die Gipfelregion und der Eklogit am Weißenstein ist vom Bayerischen Landesamt für Umwelt (LfU) als geowissenschaftlich besonders wertvolles Geotop (Geotop-Nummer: 475A029) ausgewiesen. Es wurde auch vom LfU mit dem offiziellen Gütesiegel Bayerns schönste Geotope ausgezeichnet.

## Geschichte
Der Weißenstein war bereits im Mittelalter von strategischer Bedeutung. Durch seine exponierte Lage konnte man bis nach Kulmbach auf die Plassenburg und zu anderen markanten Punkten schauen. Deshalb wurde der Weißenstein in das markgräfliche Wartensystem integriert.
Das System aus Warttürmen war nötig geworden, da die Guttenberger Fehde im Jahr 1497 zwischen dem Markgrafen Friedrich und Moritz von Guttenberg immer wieder zu Plünderungen im markgräflichen Gebiet führte. Das Ziel des Systems war, solche Raubritterangriffe schnell zu lokalisieren und mit bewaffneten Truppen zu bekämpfen. Der „Hauptmann auf dem Gebirge“ Kunz von Wirsberg erarbeitete 1498 eine Wartordnung, die 18 ständig besetzte Signalstationen vorsah. Jede Signalstation bekam einen Turm mit zwei bis drei Stockwerken und war immer von zwei Wachen besetzt. Diese hatten die Aufgabe, Tag und Nacht die anderen Warttürme und die Umgebung zu beobachten und gegebenenfalls Alarm zu geben. Das damalige Übertragungssystem war sehr primitiv und bestand aus Feuer bei Nacht und Rauch am Tage.
Der Weißenstein gehörte lange Zeit zum Kloster Himmelkron. Um 1550 müssen die Waldbestände am Berg ziemlich dezimiert gewesen sein. Kleinkriege und die Not der damaligen Zeit hatten wohl dafür gesorgt, dass die Stammbacher nicht lange fragten, wenn es um den klösterlichen Wald am Weißenstein ging. Diese Selbstbedienungsmentalität führte zu ständigen Konflikten zwischen dem Forstamt und dem Klosteramt. Um 1670 stellten die Stammbacher die Besitzansprüche des Klosters in Frage und beanspruchten ein Stück Wald am Weißenstein. Daraufhin wurde am 9. Mai 1671 eine Sachverständigenkommission unter Leitung des Justizrats Luther einberufen. Dieser stellte nach einem Abgleich der Grundbücher fest, dass die Stammbacher keinen Anspruch hatten. Trotz dieser eindeutigen Sachlage schlugen die Stammbacher weiterhin Holz am Weißenstein, und das zum Teil sogar hochoffiziell. Der Stammbacher Vogt Heinrich Solger schickte zwei Mann zum Holzfällen. Wie zu erwarten, klagten die Himmelkroner am 5. April 1672 erneut und forderten einen Schadensersatz von 200 Klaftern Holz, für deren Einschlag die Stammbacher mit der damaligen Technik vermutlich einige Jahre gebraucht hätten. Dieser Vorfall wurde erst am 5. Mai 1690 vor Gericht verhandelt. Die Gemeinde Stammbach musste 20 Reichstaler Strafe sowie die Kosten des Verfahrens zahlen.
Zwischen 1701 und 1704 wurden wieder Wachen auf dem Weißenstein postiert. Es wurde befürchtet, dass sich der Spanische Erbfolgekrieg auf das Markgraftum ausdehnte.
Ab 1705 versuchten die Stammbacher, „ihren“ Weißenstein zu kaufen. Der ursprünglich geforderte Preis von 100 Gulden war ihnen zu hoch, zumal der Berg als unbewaldetes Ödland angesehen wurde. Die fürstliche Kammer erklärte sich am 20. Oktober 1705 bereit, das Gebiet zu verkaufen. Dazu kam es allerdings erst am 15. Dezember 1707. Stammbach und Metzlesdorf erwarben den Berg für 50 Gulden, zusätzlich 45 Kronen Erbzins und 45 Kronen Kammersteuer. Der inzwischen langsam verfallende Wartturm gehörte nicht zum Erwerb. Lehensträger war Bürgermeister Hans Heinel.
1864 wurde der Weißenstein unter Bürgermeister Andreas Schoepf wieder aufgeforstet.

## Weißensteinturm
Türme auf dem Weißenstein waren ursprünglich als Warttürme errichtet worden und gehörten im Mittelalter zu einem ganzen System von Türmen. Auf dem Weißenstein wurde 1898 ein sieben Meter hoher steinerner Rundturm errichtet. Dieser diente vermutlich nur zu Aussichtszwecken. Beim Bau dieses Turmes wurden Fundamente eines mittelalterlichen Wartturmes freigelegt. Baumeister war Philipp Ehrler. Die Kosten für den Bau sollen etwa 700 Mark betragen haben. Die 1864 gepflanzten Bäume überragten schnell den Turm, was zur Idee eines neuen Turmes führte und woraufhin der alte durch den heutigen 19 m hohen Weißensteinturm ersetzt wurde.
1924 wurde mit der Planung des heutigen Turmes begonnen. Den Auftrag bekam der Architekt Hans Reissinger aus Bayreuth. Dieser hatte bereits den Asenturm auf dem Ochsenkopf entworfen. Am 21. Mai 1925 wurde der neue Turm eingeweiht. Die Baukosten betrugen je nach Quelle zwischen 11.000 und 14.000 Reichsmark. Baumeister war wie beim ersten Turm Philipp Ehrler, dieses Mal mit seinem Sohn Karl. Das Dach (Flaschnerarbeiten) wurde von Hans Weiß ausgeführt. Der Turm dürfte wohl das einzige Gebäude weltweit sein, das aus Eklogit gebaut ist. Die Steine zum Bau wurden direkt unterhalb des Turmes in einem eigens für den Turmbau angelegten Steinbruch gebrochen.
Der denkmalgeschützte Weißensteinturm ist ganzjährig öffentlich zugänglich. Er bietet eine Rundumsicht über das Fichtelgebirge und den Frankenwald.

## Gasthaus
Das Gasthaus auf dem Gipfel des Weißensteins unmittelbar neben dem Turm ist heute ein moderner Restaurationsbetrieb, der ganzjährig geöffnet ist. Die Anfänge des Gasthauses gehen zurück auf eine Unterstandshütte, die der Verschönerungsverein 1899 errichtet hatte. Dem folgte 1904 eine wesentlich größeres, steinernes Unterkunftshaus, welches 1926 noch erweitert wurde.

## Weißensteinverein
Der Weißensteingipfel wird vom am 23. April 1898 als Verschönerungsverein gegründeten Weißensteinverein betreut, der heute eine Ortsgruppe des Fichtelgebirgsvereins e. V. ist. In den Jahren unmittelbar nach der Vereinsgründung entwickelte der Vereine eine rege Bautätigkeit auf dem Weißenstein. Zum einen bemühte man sich den Fremdenverkehr anzuregen, zum anderen suchte man auf dem Stammbacher Hausberg nach einem Ort der Erholung und der Möglichkeit Feierlichkeiten abzuhalten. Der Verein ist verantwortlich für den Turmbau von 1898 und 1925 und dem als Hütte begonnenen Gasthaus nebst weiteren Anlagen wie Bierkeller oder Kegelbahn. Zu den Gründungsmitgliedern gehörten die Fabrikanten Robert Schoepf und Ottmar Müller, die bis 1932 finanzkräftige Vereinsvorsitzende sein würden, aber auch Lehrer, Bürgermeister Konrad Schneider, Baumeister Philipp Ehrler und weitere Handwerksmeister. Die Gründerphase begeisterte auch benachbarte Ortschaften und so bildetene sich neben Stammbach auch Ortsgruppen in Streitau, Marktschorgast und Münchberg. In der Zeit der Nazi-Diktatur wurde der Verein gleichgeschaltet und einige größere linientreue Veranstaltungen auf dem Weißenstein inszeniert. In der Nachkriegszeit nahmen die Vereinsaktivitäten wieder zu, erreichten aber nicht mehr das Ausmaß der Vorkriegszeit. Instandhaltungsarbeiten und der Gastronomiebetrieb konnten gewährleistet werden. 1991 erfolgte die Aufnahme in den Fichtelgebirgsverein. Die Umschlagseite der Festschrift von 1996 ist mit einem Bild des Turmes von Karl Bedal gestaltet.